# StarTeam
StarTeam es un sistema de Gestión de configuración y control de versiones desarrollado por Starbase Corporation y adquirido primero por Borland en enero de 2003 y posteriormente por Micro Focus. La aplicación utiliza un modelo cliente-servidor, respaldado por una base de datos relacional que mantiene todos los cambios realizados al código fuente de un proyecto durante su evolución y desarrollo, así como a los requisitos, tareas, peticiones de cambio, hilos de discusiones y defectos.

## Servidor
StarTeam soporta la creación de ramas y fusión (merge) a partir de tres orígenes, análisis de diferencias, gestión de seguridad y acceso de usuarios, checkpoints, auditoría de usuarios y administradores, etiquetas de revisión y vista, estados de promoción de código y funcionalidad personalizada. El servidor soporta el uso remoto y cifrado fuerte para las conexiones. Además, incorpora un sistema de suscripción de mensajes o eventos, llamado StarTeam MPX, para reducir la carga y maximizar la escalabilidad. 

## Clientes e integraciones
StarTeam tiene un cliente multiplataforma basado en tecnología Java, un cliente web, una interfaz por línea de comando e integración en múltiples entornos de programación, incluyendo Borland Delphi, JBuilder, Eclipse y Visual Studio. 
También posee diversas APIs para plataformas como COM, Java y Microsoft .NET Framework, así como integración con otras aplicaciones como HP Quality Center e IBM DOORS.

## Check-ins
Todos los check-ins en StarTeam son atómicos, lo que supone que siempre que más de un fichero sea respaldado como resultado de una única transacción, todos los ficheros, así como sus items asociados, se actualizan en una única acción. Si por algún motivo el check-in falla, ninguno de los ficheros será actualizado, así como el estado del proceso tampoco se verá alterado.